# Philonotis pilifera
Philonotis pilifera är en bladmossart som beskrevs av Hugh Neville Dixon och Edwin Bunting Bartram 1948. Philonotis pilifera ingår i släktet källmossor, och familjen Bartramiaceae. Inga underarter finns listade i Catalogue of Life.